# دهستان شیروان
دهستان شیروان یکی از دهستانهای شهرستان بروجرد است. دهستان شیروان در بخش مرکزی شهرستان بروجرد و در جنوب آن قرار گرفته و از نظر مساحت، بزرگ‌ترین دهستان این شهرستان به حساب می‌آید. مرکز آن روستای شیروان است. 
دهستان شیروان آب و هوایی معتدل و کوهستانی دارد و بیشتر مساحت آن بر روی دشت سیلاخور قرار گرفته‌است و رودهای دائمی فراوان در آن جاری است که باعث رونق کشاورزی آبی در آن شده‌است. شیروان منطقه‌ای سیل خیز و لرزه خیز است. بیشتر روستاهای این دهستان در زمین لرزه فروردین هشتاد و پنج تخریب شدند که در این میان روستای درب آستانه به‌طور صد در صد تخریب شد.

## جمعیت
بنابر سرشماری مرکز آمار ایران، جمعیت دهستان شیروان در سال ۱۳۸۵ برابر با ۲۲٬۶۵۰ نفر بوده‌است که از این میان ۱۲٬۱۷۰ نفر مرد و بقیه زن بوده‌اند. دهستان شیروان ۵۳۵۴ خانوار دارد.

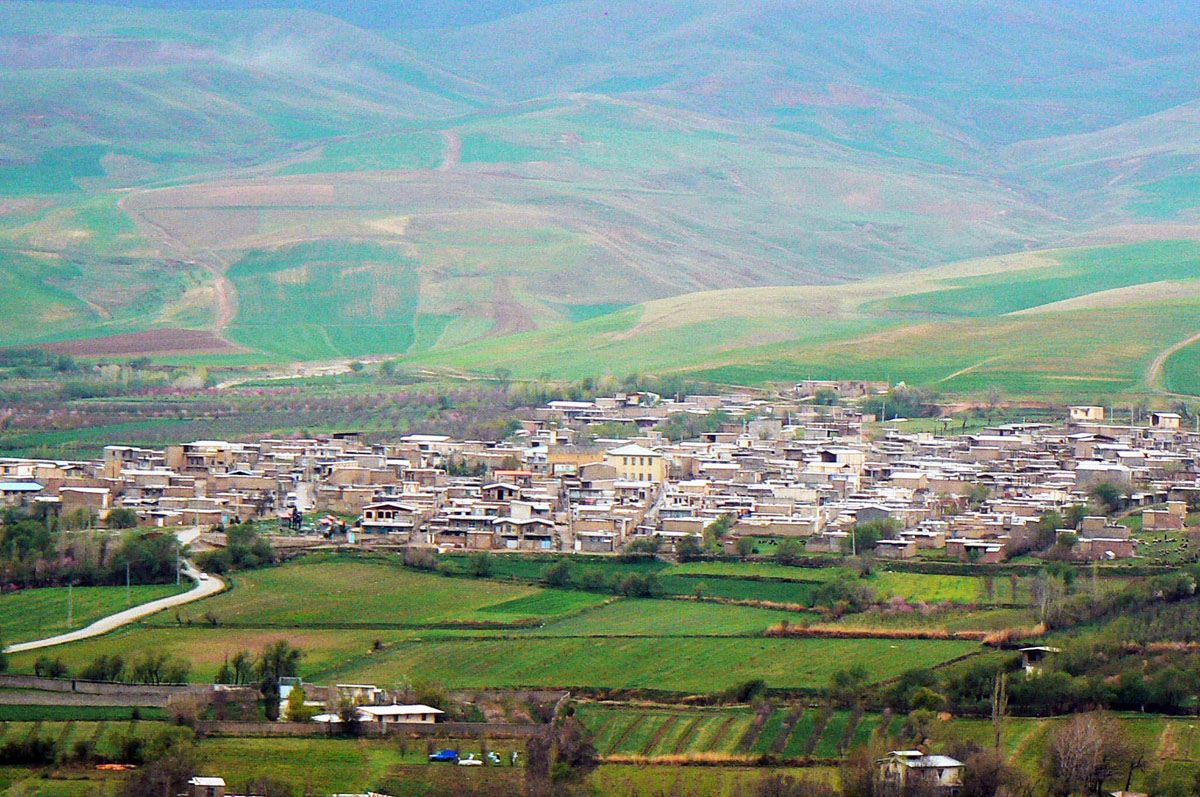
نمایی از روستای فیال در جنوب غربی بروجرد